# Italos
Italos oder Italus (altgriechisch Ἰταλός) war nach antiker Tradition Namensgeber Italiens. Laut Antiochos von Syrakus war er König von Oinotria im südlichsten Teil Kalabriens. Aristoteles schreibt zu ihm in seiner Politik: „Dieser Italos habe, wie sie sagen, die Oinotrer, die Nomaden waren, zu Bauern gemacht und ihnen Gesetze gegeben, zu denen besonders auch die Syssitien gehören, die er zuerst einführte.“
Im Gegensatz hierzu nennt ihn Thukydides einen König der Sikeler. Sikelerkönig, der später in Latium ein Königreich gründete, war er auch für Servius.
Italos galt als Sohn der Penelope und des Telegonos, des Odysseussohnes mit Kirke. Verheiratet war er mit Leukaria, Tochter des Latinus, oder Leukania, Namensgeberin der gleichnamigen süditalischen Landschaft. Der Verbindung sollen je nach Überlieferung die Kinder Auson, Stammvater der Ausonier, oder Rhomos beziehungsweise Rhome entstammen.